# Infiltrator
Infiltrator è un videogioco di genere misto pubblicato nel 1986 per diversi home computer a 8 bit, e nel 1987 per MS-DOS, dalla Mindscape e in Europa da U.S. Gold. Il gioco, descritto con istruzioni umoristiche, ha per protagonista l'agente speciale Johnny McGibbits, detto "Jimbo-Baby", che deve infiltrarsi nelle basi del Mad Leader ("leader pazzo") che sta minacciando il mondo. Comprende fasi di simulazione di volo in elicottero e di azione stealth a piedi.
Nel 1987 uscì un seguito, Infiltrator II, a volte sottotitolato The Next Day; anche per la console NES uscì Infiltrator, ma si tratta in realtà di una conversione di Infiltrator II.

## Modalità di gioco
Il giocatore controlla Jimbo che deve compiere tre missioni, sempre costituite da due fasi: il pilotaggio di un sofisticato elicottero da assalto fino alle vicinanze della base nemica, poi l'esplorazione a piedi della base, dove si svolge in segreto la missione per poi tornare all'elicottero. In alcune delle versioni c'è anche una fase di volo di ritorno in elicottero. Ogni missione ha un obiettivo differente: nella prima bisogna fotografare dei piani segreti, nella seconda liberare uno scienziato prigioniero e distruggere un laboratorio di armi, e nella terza distruggere la stazione di lancio ICBM nemica.
Il pilotaggio dell'elicottero, un immaginario modello Gizmo DHX-1, avviene con visuale in prima persona dall'abitacolo, comprese anche le mani di Jimbo sulle leve di comando. Il mezzo è dotato di mitragliatrici, missili autoguidati, razzi segnalatori per confondere i missili nemici, HUD con mirino, vettore turbo, computer di bordo, sistema di comunicazione, silenziatore. Un cerca direzione automatico (ADF, Automatic Direction Finder), che il giocatore deve programmare tramite la mappa tattica, indica come una bussola da che parte si trova l'obiettivo. Le varie funzionalità si accedono tramite tastiera.
In volo si possono incontrare altri aeroplani, che possono essere sia nemici sia alleati, ma la loro identificazione non è immediata. Trasmettono via radio un proprio codice e Jimbo può rispondere "infiltrator" per rivelarsi o "overlord" per fingersi un uomo del Mad Leader. Se l'altro pilota pensa di aver incontrato un nemico, incomincia il combattimento.
La fase a piedi inizia presso l'elicottero, nella campagna circostante la base nemica. In esterno, si muove Jimbo in un ambiente multischermo con visuale isometrica da lontano. Quando si entra in uno degli edifici della base la visuale diventa più ravvicinata e in prospettiva, su una stanza alla volta; per orientarsi si ha una minimappa, ma solo delle stanze già visitate.
Sia fuori che dentro si incontrano guardie nemiche, che devono essere ingannate fingendosi uno dei loro, oppure stordite. In caso contrario scatta l'allarme e diventa alto il rischio di essere catturati.
Jimbo ha un inventario di oggetti, selezionabili uno alla volta per l'uso, che inizialmente comprende:
- macchina fotografica, con scatti limitati
- rilevatore di mine, spesso presenti nel verde attorno alla base
- spray soporifero, con dosi limitate
- granate a gas, anch'esse stordenti ma ad ampio raggio, limitate
- esplosivi, limitati
- documenti falsi, per ingannare le guardie se richiedono un controllo, ma non tutte ci cascano.

Altro può essere trovato esaminando il mobilio degli edifici, ad esempio una chiave elettronica per disattivare l'allarme, o i documenti che si stanno cercando.
In questa fase si ha anche un limite di tempo.